# Harun Hodžić
Harun Hodžić, né le 7 juin 2000 à Zenica, est un joueur de handball bosnien. Il évolue au poste de gardien à l'USAM Nîmes ainsi qu'en sélection nationale de Bosnie-Herzégovine.

## Clubs
Harun Hodžić s'intéresse au handball dès son plus jeune âge, assistant avec son père à des rencontres du RK Bosna Sarajevo engagé en Ligue des Champions notamment contre Chambéry.
Après dix ans passés au RK Čelik Zenica et en sélection nationale jeune, il rejoint le centre de formation de Chambéry sur demande de Laurent Busselier, par l'intermédiaire d'Andrej Golic. Il dispute son premier match professionnel en février 2020 face au HBC Nantes en Coupe de France, au relais de Yann Genty absent sur blessure.
Harun Hodžić intègre officiellement le groupe professionnel de Chambéry pour la saison 2021-2022, formant le duo de gardiens avec Nikola Portner après le départ de Julien Meyer. A la fin de la saison, il signe son premier contrat professionnel d'une durée de 3 ans. Sa première année en tant que professionnel est réussie à tel point qu'il est nommé dans la catégorie Meilleur Espoir des Trophées de la Ligue nationale de handball